# Батьківська субота
Батьківська субота (грец. Παράσταση — «клопотання»; грец. Ψυχοσάββατο — «субота душ»; рос. поминащая суббота; серб. мртва субота, задушнице; укр. поминальна субота, батьківська субота, діди; біл. дзяды; болг. задушница) — у православній традиції день особливого поминання спочилих православних християн і насамперед своїх покійних родичів (предків). Канонічні дні відвідування могил предків й інших родичів, де відбуваються панахиди.

## У Православній церкві
Дні особливого поминання мертвих в Православній церкві є п'ять поминальних субот: 
1. М'ясопусна поминальна субота (субота за 2 тижні до Великого посту);
2. Троїцька поминальна субота (субота перед днем Святої Трійці, на 49-й день після Пасхи);
3. поминальна 2-я субота Великого посту;
4. поминальна 3-я субота Великого посту;
5. поминальна 4-субота Великого посту.

У богослужбовому уставі Православних церков кожен з днів тижня присвячений спогадам Хреста Господнього, ангелів і архангелів, Іоанна Предтечі і т. д. В суботу відбувається пам'ять всіх святих і всіх спочилих православних християн. Богослужбовий статут наказує здійснювати поминання всіх «від віку спочилих православних християн». Церква встановила приватні і спільні дні поминання покійних. Дні особливого загального поминання спочилих називаються «поминальними суботами». У ці дні відбувається особливе поминання спочилих православних християн.
Також є Дмитрівська поминальна субота.

### Вселенські поминальні суботи
У всіх православних церквах дві суботи присвячені поминанню всіх без винятку спочилих православних християн — вселенська панахида:
- М'ясопусна субота[5] — у суботу перед Тижнем про Страшний суд[2]. Поминання всіх померлих вірних перед спогадом про Друге пришестя Ісуса Христа є ще в перших віках християнства. Цей день ніби передує Страшному суду, християни просять Ісуса Христа «явити всім покійним Свою милість у день справедливої відплати».
- Троїцька субота[5] — у суботу перед святом П'ятидесятниці (Святої Трійці). Встановлення цього свята так само йде до апостольських часів. Як М'ясопусна субота передує дню спогадів про Страшний суд і початок Великого посту, так Троїцька субота передує розкриттю в усій силі Царства Христового у день П'ятидесятниці і початок Апостольського посту.

### Поминальні суботи Великого посту
Поминальні суботи, 2-га, 3-тя і 4-та суботи Великого посту. Ці суботи встановлені, щоб не позбавити покійників молитви за них протягом Великого посту, оскільки в цей час неможливі звичайні щоденні поминання покійних (сорокаусти й інші приватні поминання), з'єднані з здійсненням повної літургії, яка у Великий піст відбувається не кожен день.

### Суботи малих постів
До них належать останні суботи перед Різдвяним, Петровим і Успенським постами.

### Приватний поминальний день
Приватний поминальний день — це день, коли здійснюється поминання покійних, незважаючи на те що в богослужбовому уставі цей день не відзначається як заупокійний. У цей день прийнято поминати покійних родичів в Українській, Російській, Сербській та Болгарській православних церквах.
Дмитрівська субота — в суботу, перед 26 жовтня (8 листопада), днем пам'яті святого Димитрія Солунського. Ця субота була присвячена пам'яті полеглих у Куликовській битві православних воїнів, але в Російської православної церкви стала днем пам'яті всіх спочилих у вірі.